# Пиластър
Пиластърът (на италиански: pilastro; на латински: pila – колона, стълб) е плосък, тесен, четириъгълен, слабо изпъкнал, вертикален отстъп от стена, обработен във вид на полуколона, обикновено с правоъгълно сечение. Частите на пиластъра, както и пропорциите му, са същите, както при свободно стоящата колона – база, тяло и капител, подчинени на плоскостта на стената.
Същата форма на пиластър, но без база и капител се нарича лизена.

## История
В Древна Гърция пряк предшественик на древноримския пиластър е антата. Тя обаче има конструктивни функции, поддържайки крайните ъглови точки на страничните стени на храма и корниза. За антите не е задължително да отговарят на стила на намиращите се между тях колони и при обработката им липсват всякакви детайли.
В древноримската архитектура антата постепенно се превръща в пиластър и започва да губи конструктивните си функции, като се превръща в чисто декоративен елемент. Стените на четвъртия етаж на Колизеума, построен през I век, съдържат примери за използването на римски пиластри. В ренесансовата архитектура, възникнала в Италия и разпространена във Франция и Англия, пиластрите са изключително популярни и се поставят както на външни, така и на вътрешни стени. Те често се срещат с декоративни функции в дизайна на по-късните европейски неокласически периоди.

## Предназначение
Пиластърът обикновено служи като декоративен елемент за визуално разчленяване на фасадата, но в някои случаи изпълнява ролята и на тяхно конструктивно удебеляване. Може да се използва като съставна част на портали, камини, при обрамчване на арки и други.
Включването на пиластри по протежение на стената на интервали е алтернативен начин да се осигури странична опора в случаите, когато други методи са непрактични или неикономични. За складове или промишлени сгради, които изискват високи тавани и освободени интериорни пространства, пиластрите могат да осигурят необходимата твърдост на конструкцията на по-ниска цена, отколкото равномерно разпределената армировка. По този начин се избягва и загубата на пространство, тъй като отпада необходимостта от по-дебели зидове. В много случаи пиластрите се използват за поемане на част от вертикалните натоварвания от покривни ферми или греди. Често изграждането на пиластри се налага при свободно стоящата зидария в някои градини, или при изграждане на шумови бариери във вид на стени без друг хоризонтален носещ елемент.

## Външен вид
Обработката и външният вид на пиластрите съответстват на съществуващите архитектурни стилове. Разпространен е широко в ордерната архитектура – дорийска, йонийска, коринтска и други. Тялото на пиластъра може да бъде гладко или обработено с канелюри, но почти винаги е без ентазис, който понякога се използва при римляните. Капителът има характера на някои от класическите стилове – класически, ренесансов, неокласически, неоренесансов. В някои случаи капителът и базата са доста опростени и модернизирани.
При определяне размерите на полукръгъл пиластър, той никога не се изработва с дебелина, равна на половината или по-малка от тази на колоните. В такъв случай той би изглеждал като незначително допълнение, губещо се в стената. Вместо това пиластрите се правят с дебелина, равна на 5/8 до 3/4 от диаметъра на колоните на сградата. Линията на сянката зад пиластъра осигурява усещането за по-голям обем, приближаващ се до този на колоните. Когато пиластърът е правоъгълен в план, дебелината му трябва да бъде между 1/5 и 1/4 от дебелината на колоните.
- Пиластри в интериора на църква във Фюрстенфелдбрук
- Пиластри край входа на катедралата „Сан Лоренцо“ в Генуа
- Пиластри на бившата поща в Гьотеборг, Швеция
- Пиластър в джамията Джамали-Камали в Делхи, Индия
- Пиластри по фасадата на бар в Дъблин, Ирландия
- Пиластри по фасадата на Колизеума в Рим